# Cisti dermoide
Una cisti dermoide è un teratoma, un tumore benigno di forma rotondeggiante o ovulare, di grandezza variabile da un minimo di 6-7 cm in su, ricoperta da cute normale, di consistenza molle.

## Localizzazione e composizione
Si localizza preferenzialmente nell’area del coccige e raramente in quella del volto o del collo, compare alla nascita o poco più tardi e si accresce fino a raggiungere il volume definitivo. All'interno della cisti possono essere presenti ghiandole sebacee e sudoripare, peli, unghie. Tali cisti molto raramente possono comparire anche in altri aree del corpo (rene, testicolo, tiroide).

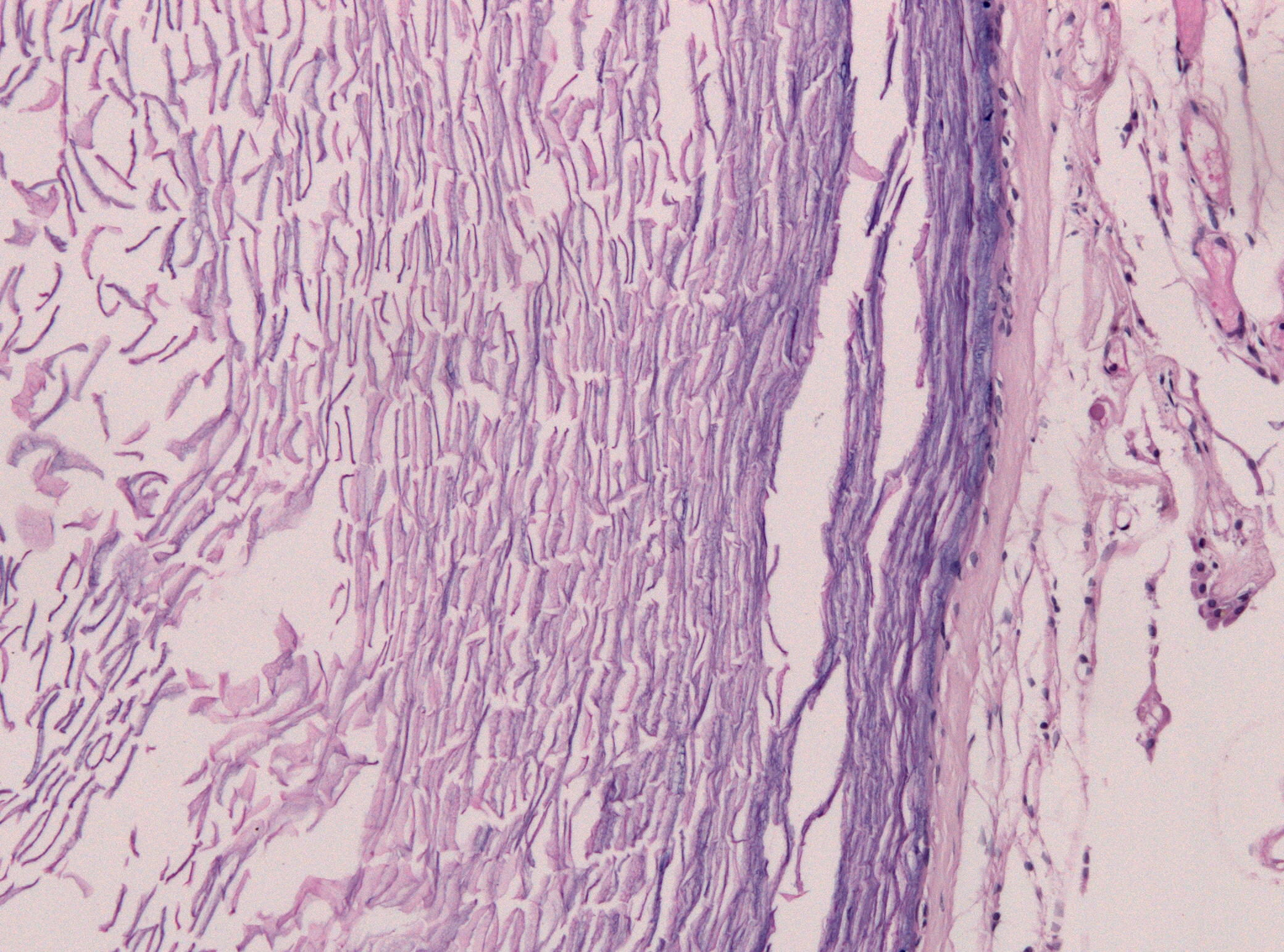
Cisti dermoide intracranica con epitelio squamoso (microscopio ottico)

La cisti dermoide si riscontra nella grande maggioranza dei casi all'ovaio ed origina dalle cellule germinali ovariche, cioè quelle che mantengono la capacità di differenziarsi in diversi tessuti.
In ginecologia le masse annessiali più frequenti compaiono nell'infanzia e nell'adolescenza, ma possono essere diagnosticate anche in epoca menopausale. Non compare solo alla nascita, ma la sua comparsa può avvenire anche in soggetti adulti. Una nuova parte localizzata è all'interno dell'ombelico, può causare anche sanguinamento e spessimento a causa di un'infezione.

## Terapia
La terapia è chirurgica laparoscopica e permette di preservare la struttura ovarica residua.